# Gustav Rühling
Karl Gustav Rühling (geboren 19. April 1857 in Hannover; gestorben 15. Januar 1914 ebenda) war ein deutscher Architekt und Bauunternehmer.

## Leben
Rühling wurde geboren als Sohn des Sattlermeisters Conrad Christian Rühling und dessen Ehefrau Friederike Caroline Ferdinandine Rühling geborene Köpp. Er besuchte die Höhere Bürgerschule in Hannover, die er Ostern 1873 mit dem Reifezeugnis verließ. Von 1873 bis 1884 studierte er – mit einer Unterbrechung – an der Polytechnischen Schule Hannover als Schüler von Conrad Wilhelm Hase und anderen.
Ab 1886 arbeitete er als Architekt in Hannover, wo er am 1. April 1886 in Sozietät mit dem Architekten Adolf Riesle (1851–1920) das Architekturbüro und Baugeschäft Riesle & Rühling, Friedrich Nordmann’s Nachfolger betrieb.
1890 wurde Rühling Mitglied im Architekten- und Ingenieur-Verein Hannover. Am 11. Mai 1909 gründete er gemeinsam mit Adolf Riesle die auf Klein-Buchholz Bezug nehmende Firma Klein-Buchholz Grundstücks-Gesellschaft mbH.
Gustav Rühling starb im Alter von 56 Jahren in der Privatklinik Sanitätsrat Dr. med. Gustav Boegel. Er wurde am 19. Januar 1914 auf dem Stadtfriedhof Engesohde beigesetzt.

## Bauten
(sofern nicht anders angegeben in Hannover)
- 1890: Wohnhäuser Arnswaldtstraße 32 und 34 (frühere Hausnummern 16 und 17; nicht erhalten)[1]
- 1891–1892: Wohn- und Geschäftshaus Leinstraße 25 / Karmarschstraße (erhalten)[1]
- 1891–1892: Wohn- und Geschäftshaus Karmarschstraße 50 (früher Grupenstraße 12; erhalten)[1]
- 1891–1893: Bauausführung der Hannoverschen Kinderheilanstalt, Auf der Kleinen Bult 12 (ehemalige Anschrift; nicht erhalten)
Die Grundsteinlegung erfolgte am 6. Mai 1891, die Einweihung am 13. Januar 1893. Der Entwurf stammte von dem Architekten Georg Haegemann, die Bauleitung übte August Ziegenhorn aus.[1]
- 1891–1894: Bauausführung des Neubaus für die Deutsche Militär-Versicherungs-Anstalt, Rathenaustraße 1 (früher Theaterplatz 1) und Landschaftstraße 2a (Rückseite) (erhalten)
Die Grundsteinlegung war am 24. Oktober 1891. Der Entwurf von Georg Hägemann (Hannover) und Wilhelm Hauers (Hamburg) wurde unter Bauleitung durch August Ziegenhorn vom Baugeschäft Riesle & Rühling als Generalübernehmer ausgeführt.[1]
- 1892–1921: Ausführung der ersten Bauabschnitte der Keksfabrik Hermann Bahlsen, Podbielskistraße und Lister Straße (erhalten)
Der Entwurf stammte von Karl Siebrecht, der plastische Bauschmuck von Bildhauer Georg Herting.[1]
- 1896: Wettbewerbsentwurf eines Naubaus für das Bankhaus Hermann Bartels, Rathenaustraße 3 (früher Theaterplatz 3) / Sophienstraße (nicht ausgeführt)[1]
- 1901: Wettbewerbsentwurf für Beamtenwohnhäuser hinter der Eilenriede in Kleefeld (in Zusammenarbeit mit Adolf Riesle; zum Ankauf empfohlen; Ausführung nicht erforscht)[1]
- 1904–1905: Mausoleum der Familie Bartels auf dem Stadtfriedhof Engesohde[1]
- 1906: Geschäftshaus für Wilhelm Biermann, Herrenstraße 8 (erhalten)
Ausführung durch das Baugeschäft Riesle & Rühling nach einem Entwurf von Alfred Sasse[1]
- um 1910: Wohn- und Geschäftshaus Sprengelhaus, Georgstraße 22 (frühere Hausnummer 16) / Große Packhofstraße (erhalten)[1]
- Neubau für die Hannoversche Geschäftsbücher-Fabrik Wilhelm Oldemeyer[1]
- unbekannter Ort: Herrenhaus Fiedeler[1]
- unbekannter Ort: Herrenhaus Reden[1]